# Primera Regional de Navarra 1965-66
La temporada 1965-66 de Primera Regional de Navarra es cuarto nivel de las Ligas de fútbol de España para los clubes de Navarra y La Rioja, por debajo de la Tercera División de España

## Sistema de competición
Los 14 equipos en un único grupo, que se enfrentan a doble vuelta, una vez en casa y otra en el campo del equipo rival, todos contra todos.
Los cuatro primeros clasificados jugaron una fase de ascenso, en modo liguilla a doble vuelta. El primer clasificado de esta liguilla ascendió a Tercera División, mientras que el segundo disputó una promoción de ascenso contra uno de los equipos clasificados en los puestos 13.º y 14.º del grupo IV de Tercera División.
El último clasificado descendió directamente a Segunda Regional, mientras que el penúltimo jugó una promoción de permanencia contra el clasificado desde el grupo de ascenso de Segunda Regional. Esta promoción se disputó en modo eliminatoria a doble partido.

## Clasificación[1]
| Pos. | Equipo                       | Pts. | PJ | G  | E | P  | GF | GC | Dif. |                                |
| ---- | ---------------------------- | ---- | -- | -- | - | -- | -- | -- | ---- | ------------------------------ |
| 1    | C. D. Iruña (C, A)           | 37   | 26 | 15 | 7 | 4  | 50 | 32 | +18  | Promoción de ascenso a Tercera |
| 2    | C. D. Oberena Junior         | 37   | 26 | 17 | 3 | 6  | 80 | 44 | +36  | Promoción de ascenso a Tercera |
| 3    | C. Atlético Osasuna Promesas | 37   | 26 | 15 | 7 | 4  | 78 | 31 | +47  | Promoción de ascenso a Tercera |
| 4    | C. D. Tudelano (A)           | 33   | 26 | 15 | 3 | 8  | 64 | 29 | +35  | Promoción de ascenso a Tercera |
| 5    | C. D. Recreación de Logroño  | 28   | 26 | 12 | 4 | 10 | 51 | 48 | +3   |                                |
| 6    | C. D. Izarra                 | 27   | 26 | 10 | 7 | 9  | 41 | 37 | +4   |                                |
| 7    | Peña Balsamaiso C. F.        | 26   | 26 | 10 | 6 | 10 | 39 | 35 | +4   |                                |
| 8    | C. Peña Sport                | 25   | 26 | 9  | 7 | 10 | 44 | 30 | +14  |                                |
| 9    | C. D. La Calzada             | 24   | 26 | 11 | 2 | 13 | 53 | 46 | +7   |                                |
| 10   | C. D. Azkoyen                | 23   | 26 | 11 | 1 | 14 | 48 | 53 | −5   |                                |
| 11   | C. D. Berceo                 | 23   | 26 | 9  | 5 | 12 | 37 | 60 | −23  |                                |
| 12   | C. D. Corellano              | 22   | 26 | 8  | 6 | 12 | 36 | 63 | −27  |                                |
| 13   | J. Olímpica Castejón         | 14   | 26 | 5  | 4 | 17 | 41 | 80 | −39  | Promoción de permanencia       |
| 14   | C. F. Erriberri (D)          | 8    | 26 | 3  | 2 | 21 | 22 | 96 | −74  | Descenso a Segunda Regional    |

 Fuente: Fútbol Regional
Notas:
1. ↑  Aunque el J. Olímpica Castejón no superó la promoción de permanencia, le benefició el ascenso del C. D. Tudelano, consiguiendo así la permanencia en Primera Regional para la siguiente temporada.

## Fase de ascenso[2]
| Pos. | Equipo                       | Pts. | PJ | G | E | P | GF | GC | Dif. |                                |
| ---- | ---------------------------- | ---- | -- | - | - | - | -- | -- | ---- | ------------------------------ |
| 1    | C. D. Iruña (A)              | 8    | 6  | 3 | 2 | 1 | 9  | 6  | +3   | Ascenso a Tercera              |
| 2    | C. D. Tudelano (A)           | 8    | 6  | 4 | 0 | 2 | 12 | 6  | +6   | Promoción de ascenso a Tercera |
| 3    | C. Atlético Osasuna Promesas | 6    | 6  | 2 | 2 | 2 | 11 | 7  | +4   |                                |
| 4    | C. D. Oberena Junior         | 2    | 6  | 0 | 2 | 4 | 6  | 19 | −13  |                                |

 Fuente: Fútbol Regional

## Promoción de ascenso[3]

### Finales
Se jugaron dos eliminatorias, a doble partido, entre los equipos de Tercera División y los equipos de Primera Regional. Los dos equipos ganadores de cada final obtienen la plaza competir en Tercera División. 
| Equipo 1          | Agr. | Equipo 2       | Ida | Vuelta | 3er partido |
| ----------------- | ---- | -------------- | --- | ------ | ----------- |
| S. D. Euskalduna  | 7-1  | C. D. Pasajes  | 4-1 | 3-0    |             |
| C. Haro Deportivo | 2-4  | C. D. Tudelano | 1-1 | 0-0    | 1-3         |

| Ida; 5 de junio de 1966 | S. D. Euskalduna | 4-1 | C. D. Pasajes |  |  |

| Vuelta; 12 de junio de 1966 | C. D. Pasajes | 0-3 (Global 1-7) | S. D. Euskalduna |  |  |

| Ida; 5 de junio de 1966 | C. Haro Deportivo | 1-1 | C. D. Tudelano |  |  |

| Vuelta; 12 de junio de 1966 | C. D. Tudelano | 0-0 | C. Haro Deportivo |  |  |

| Desempate; 19 de junio de 1966 | C. Haro Deportivo | 1-3 (Global 2-4) | C. D. Tudelano |  |  |

### Repesca
Debido al ascenso del C. D. Logroñés a Segunda División apareció una nueva vacante en el grupo IV de Tercera. Se disputó una repesca entre el C. Haro Deportivo y el C. D. Pasajes para determinar el equipo que ocuparía la plaza de Tercera División. La repesca consistió en una eliminatoria a partido único, en la que el equipo que ganase la final obtendría la plaza para Tercera División. 
| Repesca; 26 de junio de 1966 | C. Haro Deportivo | ?-? | C. D. Pasajes |  |  |

### Equipos vencedores con plaza en Tercera División
| S. D. Euskalduna | C. D. Tudelano | C. Haro Deportivo |

## Promoción de permanencia[5]
| Equipo 1             | Agr. | Equipo 2        | Ida | Vuelta |
| -------------------- | ---- | --------------- | --- | ------ |
| J. Olímpica Castejón | ?-?  | C. D. Falcesino | ?-? | 6-0    |

| Ida; 29 de mayo de 1966 | J. Olímpica Castejón | ?-? | C. D. Falcesino |  |  |

| Vuelta; 5 de junio de 1966 | C. D. Falcesino | 6-0 | J. Olímpica Castejón |  |  |

| Asciende a Primera Regional |
| C. D. Falcesino             |